# Streże (przystanek kolejowy)
Streże (biał. Страж, ros. Страж, ros. nazwa normatywna Стражи) – przystanek kolejowy w pobliżu miejscowości Bałasze, w rejonie wilejskim, w obwodzie mińskim, na Białorusi. Położony jest na linii Połock – Mołodeczno.
Nazwa pochodzi od pobliskiej miejscowości Streże.